# گرسنگی ترانسیلوانیایی
«گرسنگی ترانسیلوانیایی» آلبومی از گروه موسیقی بلک متال دارک‌ثرون است که در سال ۱۹۹۴ میلادی منتشر شد.